# Marano (Castenaso)
Marano (Maràn in dialetto bolognese) è una frazione del comune di Castenaso, nella città metropolitana di Bologna. Il borgo si è formato presso lo scolo Marana o Marrana, il cui nome gli etimologisti collegano alla voce prelatina omonima, significante fossato, ruscello.

## Monumenti e luoghi d'interesse
La chiesa di Marano è la Pieve di San Gemignano, che sorge su un antico impianto risalente al XII secolo. Completamente distrutta nel XVI secolo dalle truppe di Cesare Borgia detto Duca Valentino, venne ricostruita nel 1929 in stile neoromanico conservando il campanile cinquecentesco.
Qui sorgeva la famosa villa Benevolesca, detta castello di Foggianova, con un magnifico doppio loggiato in facciata, quattro torrioni cilindrici e merlati agli angoli. Costruita da Giovanni II ai primi del Cinquecento, ebbe vita mondana e culturale vivace (vi si fece anche del teatro), ma a fine Settecento fu demolita.
La settecentesca villa Marana apparteneva al direttore d'orchestra Francesco Molinari Pradelli (1911-1996). Costituita da due piani, con un loggiato a cinque arcate. Ha una rilevante decorazione pittorica del seicento, attribuibile a Meneghino del Brizzi (con paesaggi della collina bolognese entro cartelle inserite in un fregio scandito da Putti e da Medaglioni) e alla bottega di Girolamo Curti, detto "il dentone" (episodi dipinti a monocromato, della Gerusalemme liberata, inseriti in un fregio con busti, medaglioni e vasi). La Marana, circondata da un parco ben curato, è stata restaurata qualche decennio fa dai Molinari Pradelli.
Nel 2007 è stata trovata una necropoli villanoviana del VII secolo a.C., i cui reperti sono esposti al Museo e centro di documentazione della civiltà villanoviana.

## Economia
Particolarmente nota una fabbrica di polvere da sparo fondata nel 1885 da Settimo Baschieri e Guido Pellagri, che produceva un nuovo tipo di polvere da sparo "senza fumo". La fabbrica fu soggetta a numerosi incidenti.